# Débroussaillant
Un débroussaillant est un produit phytosanitaire destiné à éliminer les végétaux ligneux du type arbustes, broussailles, ronces. Les débroussaillants sont une catégorie d'herbicides utilisés pour l'entretien d'espaces boisés (jardins, parcs publics et privés, bois et forêts, etc.). Ils servent notamment à entretenir les forêts pour favoriser la régénération contre les envahissement de certaines plantes indésirables, à préparer le terrain avant plantation d'arbres, et également pour entretenir des coupures pare-feu dans les zones boisées à risque d'incendie.

## Remarques
- Les pesticides sont interdits par les écolabels forestiers les plus exigeants (ex : FSC), sauf sur justification scientifiquement étayée.
- Ils sont autorisés par d'autres labels, à condition d'être conformes à la législation du pays au moment où ils sont utilisés. Mais dans ce cadre, il n'y a cependant généralement pas de limite imposée au forestier quant au nombre de traitements ou à l'époque d'utilisation.